# Canarie (muzyka)
Canarie (fr., czyt.: [kanari]; wł. canario) – muzyczna forma taneczna oparta na tańcu canarie, który miał naśladować muzykę mieszkańców Wysp Kanaryjskich.
Metrum nieparzyste: 3/8, 3/4 lub: 6/4, 6/8.  Tempo szybkie. Melodia mocno ozdabiana. Opcjonalnie część suity barokowej, pojawia się np. w suitach klawesynowych J. Ch. de Chambonnieresa i L. Couperina. Przypomina gigue lecz grane jest raczej staccato, podczas gdy gigue legato. Może występować w formie pieśni dwuczęściowej.
Znane canarie:
- Piotr Czajkowski - Canarie, pieśń na głos i fortepian Op. 25 nr 4 1875[3]
- Wolfgang Amadeus Mozart - Niemieckie tańce na orkiestrę K. 600 cz. 5 - Canarie G-dur 1791[4]